# Aaron Chorin

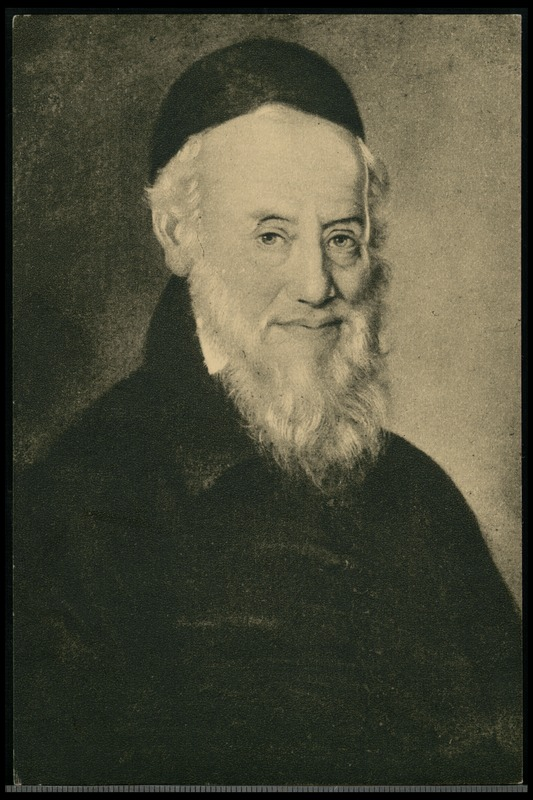
Aaron Chorin

Aaron Chorin, auch Áron Chorin  (* 3. August 1766 in Mährisch Weißkirchen; † 24. August 1844 in Arad) war ein ungarischer Rabbiner und ein früherer Unterstützer für Religiöse Reform.

## Leben
Als 14-Jähriger nahm Chorin ein zweijähriges Studium an der Jeschiwa von Mattersdorf auf, das er bei Rabbiner Ezechiel Landau in Prag fortsetzte, wo er auch Kenntnisse in allgemeiner Philosophie erwarb, die deutsche Sprache erlernte und ein Interesse für die Kabbala entwickelte. 1783 heiratete er und versuchte erfolglos, sich als Händler zu etablieren. 1789 wurde er zum Rabbiner von Arad ernannt und übte dieses Amt bis zu seinem Tode aus. 1803 veröffentlichte er in Prag sein Buch Emek ha-Schaweh, worin er diejenigen Gebräuche angriff, die nach seiner Erklärung keine Grundlage im Judentum hatten, wobei er seine Reformen mit Richtlinien aus dem Talmud begründete. Das Buch entfachte in ultra-orthodoxen Kreisen einen Sturm der Entrüstung und wurde als häretisch angesehen. Mordechai Bauer aus Nikolsburg forderte von der Gemeinde in Arad, das Buch mit einem Bann („Cherem“) zu belegen. Chorin wurde vor ein Rabbinatsgericht zitiert, nach dessen Urteil das Buch verbrannt werden sollte und von Chorin ein schriftlicher Widerruf verlangt wurde. Chorin legte jedoch bei der ungarischen Regierung Berufung ein, worauf das Urteil aufgehoben wurde.

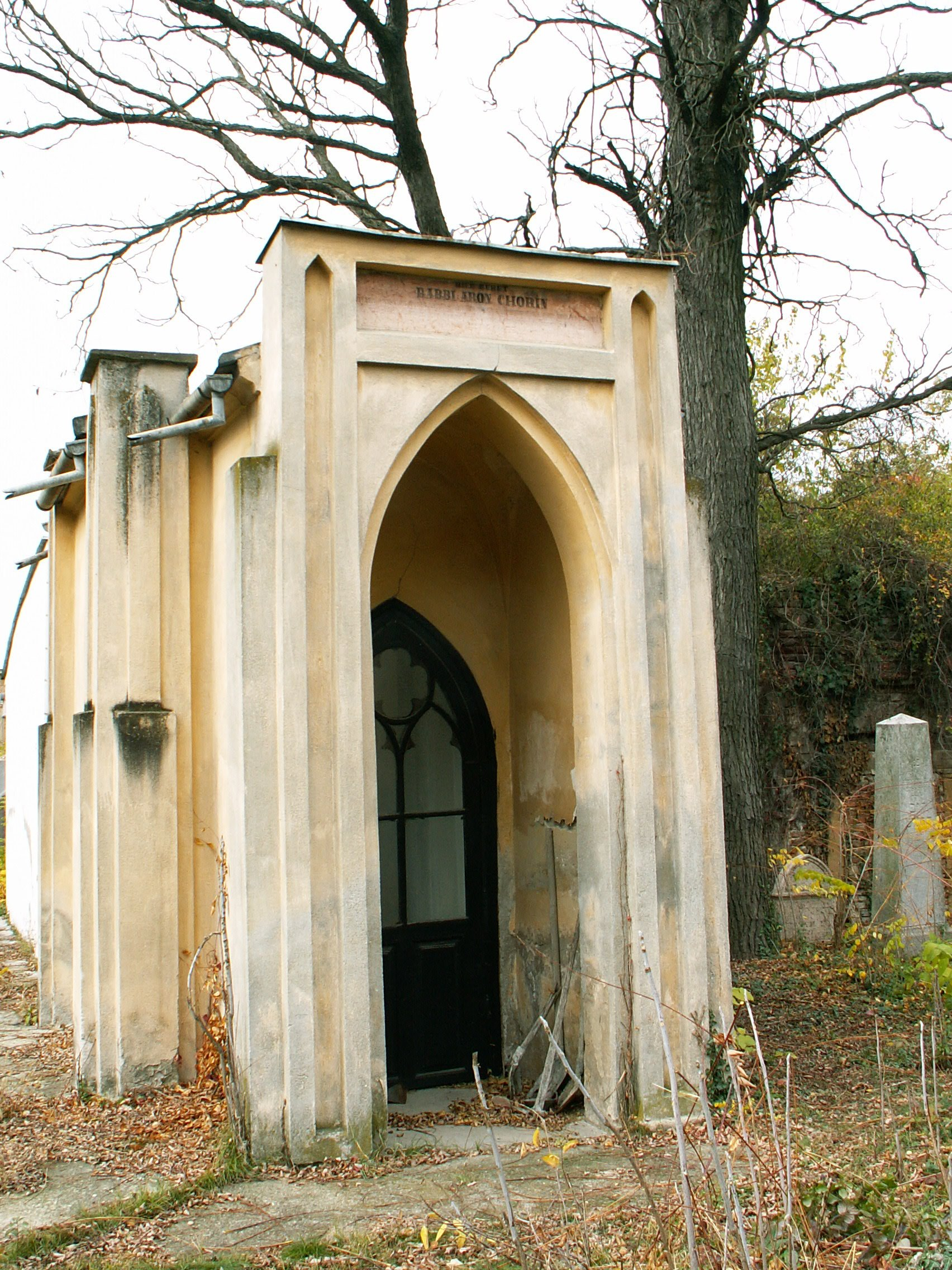
Grabmal Aaron Chorins auf dem jüdischen Friedhof in Arad

Die wichtigsten Neuerungen Chorins betrafen die synagogale Liturgie. Er änderte den Text einiger Gebete, hob das Gebet Kol Nidre auf, erlaubte Gebete in der Landessprache ohne Kopfbedeckung und gestattete den Gebrauch der Orgel am Schabbat. Zudem erlaubte er Reiten und Schreiben am Schabbat und kürzte die sieben Trauertage nach dem Tod eines Familienangehörigen („Schiwa“). Als überzeugter Kämpfer für weltliche Erziehung und für die Verbesserung des sozialen und kulturellen Status der Juden in Ungarn forderte er den Bau eines Rabbinerseminars und einer Schule, wo Juden handwerkliche und landwirtschaftliche Kenntnisse erwerben sollten. In seinem Artikel Kinat ha-Emet („Die Eifersucht der Wahrheit“) unterstützte er die von Israel Jacobson eingeführten Reformen. In Dawar be-Itto („Ein Wort zu seiner Zeit“, hebräisch und deutsch 1820) betonte er, die Liebe Gottes und der Menschheit habe Vorrang vor den positiven Geboten; sein Artikel Hillel, geschrieben in der Form eines Dialogs zwischen Rabbi Hillel und seinem Schüler Jochanan ben Sakkai, ist im selben Geiste geschrieben. In orthodoxen Kreisen wurde er verächtlich als Acher („ein anderer“) bezeichnet, das erstens ein Akronym seines Namens Aaron Chorin Rabbi ist und zweitens als Beiname für Elischa ben Abuja nach seiner Apostasie verwendet wurde.

## Bilder

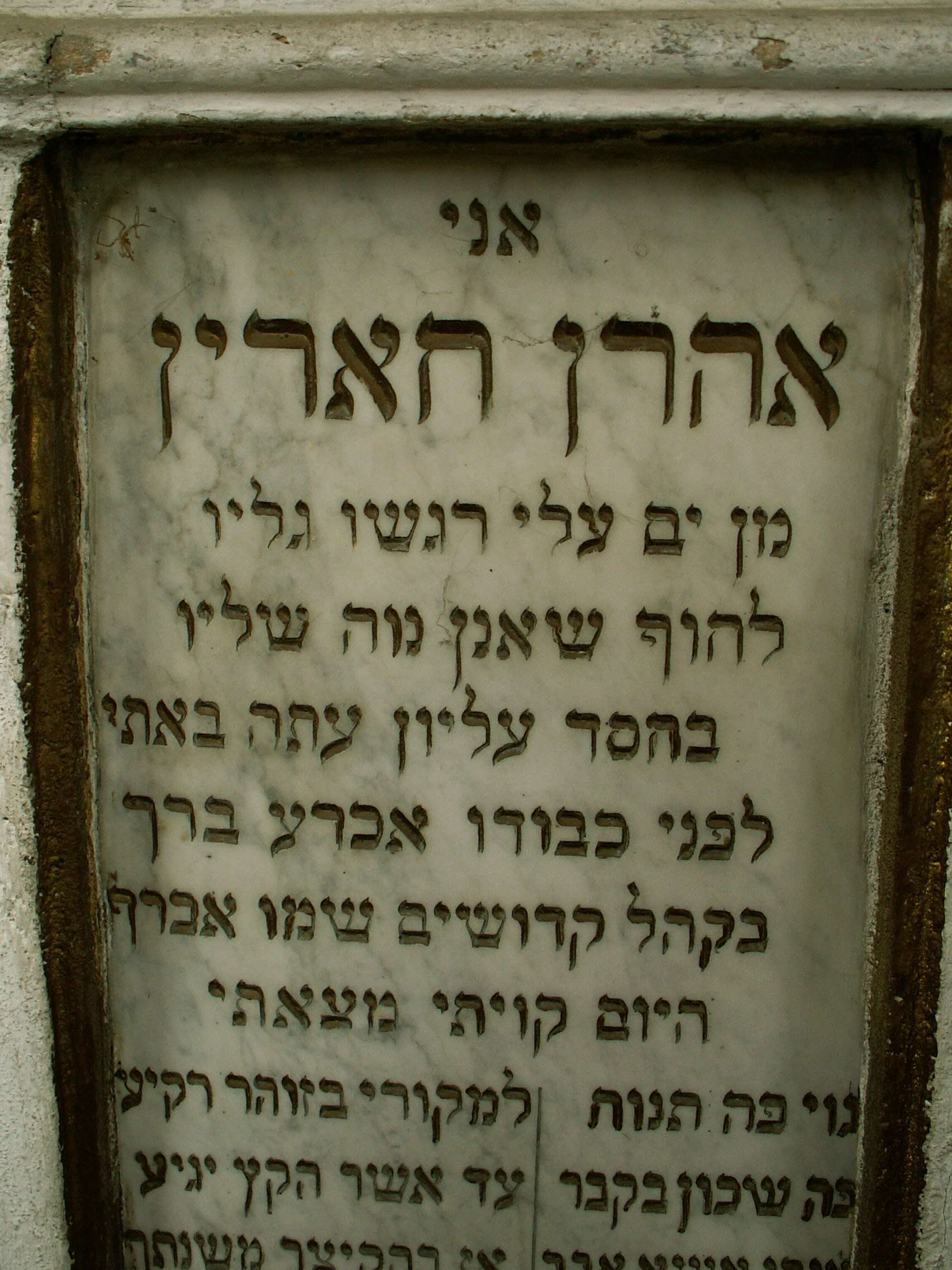
Oberer Teil der Grabinschrift Aaron Chorins in Arad.
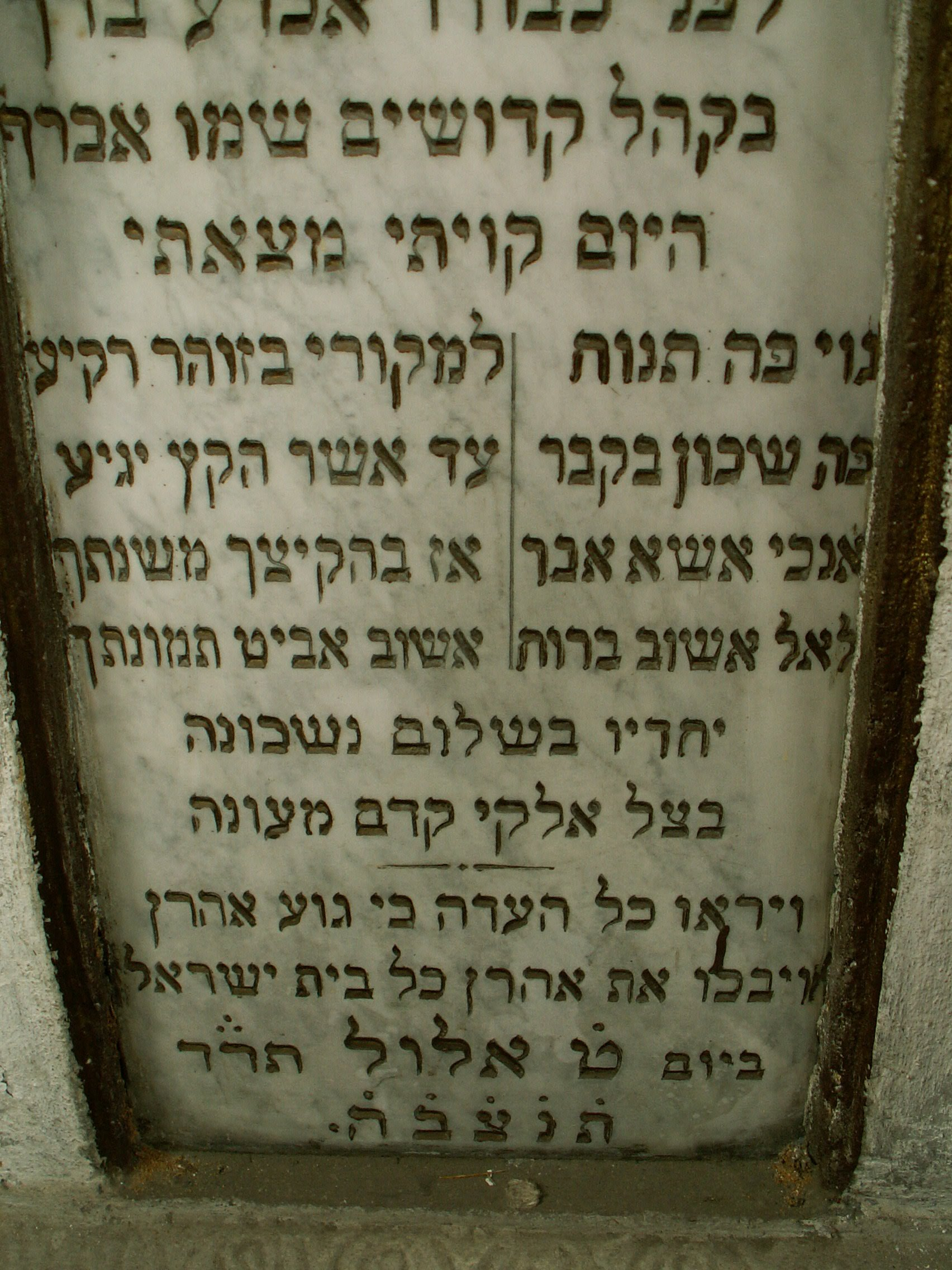
Unterer Teil der Grabinschrift Aaron Chorins in Arad.